# Riżska
Riżska (ros. Рижская – Ryska) – stacja moskiewskiego metra (kod 092) linii Kałużsko-Ryskiej, położona przy skrzyżowaniu ulic Prospekt Mira i Suszczewskij Wał, na placu Ryskim. Nazwa pochodzi od pobliskiego Ryskiego dworca kolejowego. Stacja jest jednopoziomowa, posiada jeden peron. Charakterystyczny wystrój został zaprojektowany przez łotewskich architektów A. Reinfeldsa i V. Apsītisa.

## Atak terrorystyczny w 2004 roku
31 sierpnia 2004 roku na stacji miał miejsce atak czeczeńskich separatystów krótko po godzinie 20. W wyniku wybuchu bomby zginęło 10 osób i raniło kolejne 51. Tożsamość atakującej terrorystki nie jest znana, a odpowiedzialność za zamach przypisuje się tej samej grupie, która zorganizowała atak na metro dnia 6 lutego 2004 roku.